# 海伦路 (上海)

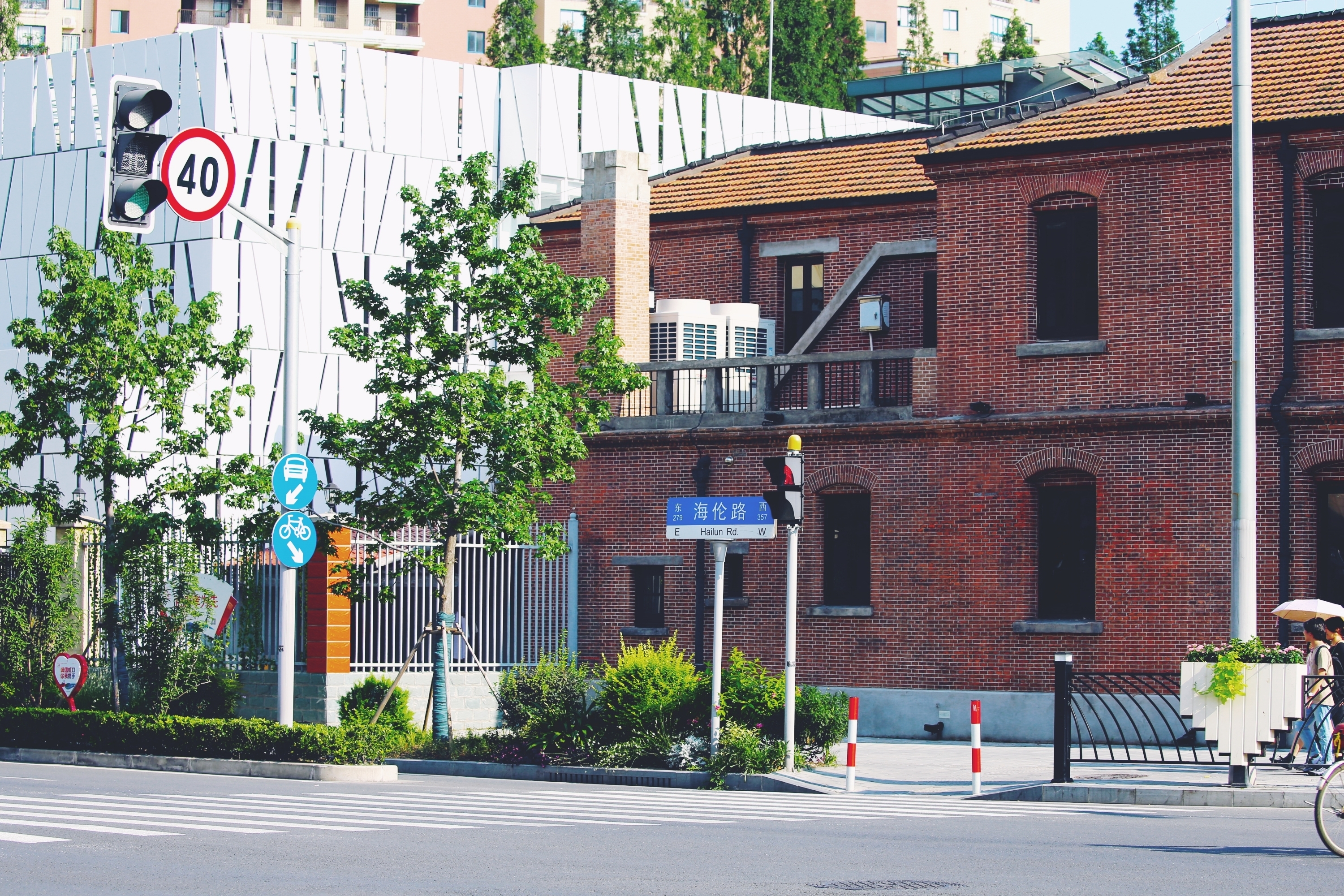
海伦路

海伦路是中国上海市虹口区的一条街道，东西走向，东起周家嘴路，西至邢家桥北路。全长1090米，宽13米。
海伦路原名欧嘉路（Urga Road），由上海公共租界工部局修筑于1908年。沙泾路以东部分位于公共租界内；沙泾路以西路段属于越界筑路，狄斯威路以西曾为日侨聚居区，俗称东洋街。1943年汪精卫政府接收租界，将其改名为库伦路。1950年，又改名为海伦路。
海伦路沿路传统上为工厂住宅混合区。504号为沈尹默故居。

## 轨道交通
上海轨道交通四号线在海伦路、溧阳路口设有海伦路站。

## 交会道路（东向西）
- 周家嘴路
- 海拉尔路
- 胡家木桥路、梧州路
- 沙泾港路、辽宁路
- 哈尔滨路
- 同嘉路
- 四平路
- 刑家桥北路